# 北海道函館方面公安委員會
北海道函館方面公安委員会（日语：／ Hokkaidō Hakodate hōmen kō'an-i'inkai */?）是由日本北海道公安委員會所轄，負責管理北海道警察函館方面本部的行政委員會，由3名委員組成。

## 委員
- 委員長[1]
  - 小笠原康正
- 委員[1]
  - 橋本友幸
  - 宮崎加奈古

## 下部組織
- 北海道警察函館方面本部

## 脚注
1. 1 2  . 函館方面公安委員会.   [2016-01-30]. （原始内容存档于2016-02-05）.

## 外部連結
- 官方網站（页面存档备份，存于）